# MT-TV
MT-TV是位于线粒体DNA上的一个长69碱基对（bp）的非编码基因，编码线粒体缬氨酸转运RNA（tRNA）MT-tRNAVal。

## 结构
MT-TV基因长69碱基对，编码长69核苷酸残基的线粒体缬氨酸转运RNA（tRNA），能在线粒体翻译过程中将游离的缬氨酸运输至转录中的线粒体核糖体上。线粒体缬氨酸转运RNA与一般的转运RNA相同，呈现有三个臂的三叶草结构。
MT-TV编码的MT-tRNAVal能整合到线粒体核糖体大亚基的中央突起（central protuberance）区域，成為核糖體結構的一部份，起到类似細胞質核糖體中5S 核糖体RNA（不存在於线粒体核糖體中）的功能、為线粒体核糖体正常運作所需。此現象可能与MT-TV基因的位点位于两个编码线粒体rRNA的基因MT-RNR1以及MT-RNR2之间有关，因为在细菌中，5S rDNA也临近其他rDNA。除MT-tRNAVal外，MT-TP编码的MT-tRNAPhe也能起到相似作用。且在MT-TV编码的tRNA数量不足的情况下，MT-tRNAPhe会代偿性增加，补偿不足的MT-tRNAVal。

## 临床医学
人MT-TV基因的1642G>A、1644G>A等突变会造成线粒体氧化还原功能的缺陷，导致MELAS症候群等线粒体肌病。人MT-TV基因的1624C>T突变也可能导致影响中枢神经、肾脏、心脏等多个器官的Leigh综合征；人MT-TV基因的1606A>G突变则会造成听觉丧失、进行性癫痫发作，以及精神性疾病。
目前MT-TV突变的致病机理尚不十分明确。